# Nolan Hoffman
Wim Stroetinga (Franschhoek, Cap Occidental, 23 d'abril de 1985) és un ciclista Sud-africà. El 2009, va ser suspès per 2 anys per un control positiu.
Del seu palmarès destaca la medalla al Campionat del món de Scratch de 2012, i les medalles d'or als Jocs Panafricans de 2011.

## Palmarès en ruta
- 2003
  - Vencedor d'una etapa a la Volta a Egipte
- 2006
  - Vencedor d'una etapa al Tour of Chongming Island
- 2008
  - 1r al Powerade Dome 2 Dome Cycling Spectacular
  - Vencedor d'una etapa al Tour de Corea-Japó
- 2009
  - Vencedor d'una etapa al Tour de Corea
- 2011
  - Medalla d'or als Jocs Panafricans en ruta
  - Medalla d'or als Jocs Panafricans en contrarellotge per equips
  - 1r al Amashova Durban Classic
- 2013
  - 1r al Amashova Durban Classic
- 2014
  - 1r al Amashova Durban Classic
- 2015
  - 1r al Amashova Durban Classic
- 2016
  - 1r al Amashova Durban Classic
- 2017
  - 1r al Amashova Durban Classic
- 2018
  - 1r a la 100 Cycle Challenge

## Palmarès en pista
- 2011
  - Campió de Sud-àfrica en Puntuació
  - Campió de Sud-àfrica en Scratch
  - Campió de Sud-àfrica en Madison
  - Campió de Sud-àfrica en Persecució per equips
- 2012
  - Campió de Sud-àfrica en Puntuació
  - Campió de Sud-àfrica en Scratch
  - Campió de Sud-àfrica en Òmnium
- 2013
  - Campió de Sud-àfrica en Scratch
  - Campió de Sud-àfrica en Òmnium
  - Campió de Sud-àfrica en Persecució per equips
- 2015
  - Campió d'Àfrica en Puntuació
  - Campió d'Àfrica en Madison
- 2016
  - Campió de Sud-àfrica en Persecució per equips
- 2017
  - Campió d'Àfrica en Òmnium
  - Campió d'Àfrica en Madison
  - Campió d'Àfrica en Persecució per equips
  - Campió de Sud-àfrica en Scratch
  - Campió de Sud-àfrica en Cursa per elimicació